# Horismenus albipes
Horismenus albipes är en stekelart som först beskrevs av Carlos Schrottky 1902.  Horismenus albipes ingår i släktet Horismenus och familjen finglanssteklar. Inga underarter finns listade i Catalogue of Life.